# Boutancourt
Boutancourt är en kommun i departementet Ardennes i regionen Grand Est (tidigare regionen Champagne-Ardenne) i nordöstra Frankrike. Kommunen ligger  i kantonen Flize som ligger i arrondissementet Charleville-Mézières. År 2018 hade Boutancourt 277 invånare.

## Befolkningsutveckling
Antalet invånare i kommunen Boutancourt
Referens: INSEE